# Переславське (Калінінградська область)
Переславське (рос. Переславское) — селище Зеленоградського району, Калінінградської області Росії. Входить до складу Переславського сільського поселення.
Населення — 1388 осіб (2015 рік).
У селищі в братській могилі похований Герой Радянського Союзу Мустакімов Зайнулла Мустакімович.

## Населення
| 1910 | 1919 | 1933 | 1939 | 2002  | 2010  |
| ---- | ---- | ---- | ---- | ----- | ----- |
| 180  | ↗256 | ↗539 | ↗792 | ↗1456 | ↘1388 |